# ام‌جی تیپ ال
ام‌جی تیپ ال (MG L-type) خودرویی است که در سال‌های ۱۹۳۳ تا ۱۹۳۴۵۷۶ madeتولید شده‌است.
این خودرو در کلاس خودرو اسپورت قرار گرفته، است.
موتور آن ۱۰۸۷ سی‌سی است.